# Goran Klemenčič
Goran Klemenčič, né le 28 mai 1972 à Kranj, est un homme d'État slovène, membre du Parti du centre moderne (SMC). Il est ministre de la Justice depuis le 18 septembre 2014.

## Biographie

### Études et vie professionnelle
Il est diplômé en droit de l'université de Ljubljana et de l'université Harvard. Conseiller de plusieurs ministres de l'Intérieur, il enseigne le droit pénal entre 2003 et 2008. Il devient ensuite secrétaire d'État du ministère de l'Intérieur.
Il est désigné président de la commission de prévention de la corruption en 2010, par le président de la République slovène Danilo Türk, pour un mandat de six ans.

### Parcours politique
Le 18 septembre 2014, il est nommé ministre de la Justice dans le gouvernement du président du gouvernement social-libéral Miro Cerar.